# 井出定治
井出 定治（いで さだじ、1926年5月9日 - 2001年6月15日）は日本の牧師、神学校教師、説教家、聖書宣教会、中央日本聖書学院、お茶の水聖書学院の講師として神学教育に携わった。小説家福永武彦に洗礼を授けた牧師。

## 経歴
- 1926年 - 5月9日 静岡県生まれ。巡査の息子として生まれる。
- 1933年頃 - 富士郡大宮町（現富士宮市）に転居する。
- 1942年 - 海軍飛行予科練習生になる。
- 1945年 - 特攻隊パイロットとして終戦を迎える。11月 復員船の業務員を志願
- 1946年 - 元巡洋艦酒匂、元駆逐艦萩の操舵員を務める。
- 1947年 - 法政大学法学部第2部に入学
- 1948年 - 12月 入信、クリスマスに洗礼を受ける。
- 1949年 - 英国人宣教師オードリィ・ヘンティに出会い新生を経験する。
- 1950年 - 1月 召命を受け、伝道者になると決意し法政大学を中退する。広島県福山市の教会で1年間住み込みで奉仕をする。
- 1951年 - 関西聖書神学校入学
- 1955年 - 関西聖書神学校卒業（在学中に肺結核にかかり闘病生活をする。）
- 1956年 - 東京神学塾入学、3年の時に、東京神学塾の閉校に伴い、新設された聖書神学舎第1期生に編入。
- 1959年 - 聖書神学舎卒業。4月26日 蕨福音自由教会で結婚式を挙げる
- 1956年 - 蕨福音自由教会牧師(~1965年 最初は奉仕神学生として)
- 1965年 - キリスト教朝顔教会主任牧師(~1993年)
- 1993年 - キリスト教朝顔教会協力牧師(~2001年)
- 2001年 - 6月15日 現職のまま膵臓癌のために召天

## 人物
- 井出は元特攻隊パイロットである。1942年予科練（海軍飛行予科訓練生）の飛行練習生になり、神風特別攻撃隊に志願した。峰山海軍航空隊で、出撃前に終戦を迎えた。
- 1977年10月27日 井出は、キリスト教朝顔教会の牧師として小説家福永武彦に病床洗礼を授けた。

## 著書
- 『異なる福音』
- 『異端とは何か』
- 『諸宗教ハンドブック』
- 『信徒といっしょの牧会』
- 『泉への細きわだち』（自伝）